# Kalaripayatu
El Kalaripayattu es un arte marcial originario del sur de la India alrededor del siglo V a. C.. Fue institucionalizado por dos sabios eruditos en dos distintas corrientes, Shree Dev Sutri Patanjali quien impuso dentro de esta doctrina toda la parte vestibular que antecede a la formación ritualística y yóguica, y Sripada ShriVallabha, quien estableció todos los movimientos de conducta, y las formaciones estratégicas al mando de ofensiva y defensiva grupal formando las primeras filas de ejércitos de la isla de Kerala al sur de la India.
La palabra Kalaripayatu procede de dos grandes principios bélicos y espirituales: Atma Sipahi (el espíritu manda al cuerpo) y Bura Trupachandral (el adversario es vencido retornando contra él su propia fuerza).[cita requerida]
El entrenamiento en este arte marcial está compuesto de cuatro frases progresivas: ejercicios de control corporal, armas de madera, armas de metal y combate desarmado. También forman parte de él una vertiente sanadora, practicada por el maestro, y otra religiosa y ritualística.
Su práctica estuvo prohibida durante parte de la ocupación británica pero siguió realizándose clandestinamente en templos.
El Kalaripayattu esta íntimamente regido por la adoración a ciertos dioses del hinduismo, tal es el caso de Kali, Chandi, y Durga, diosas que tienen fuertes simbolismos sobre actos bélicos y divinos. Épicamente se monta una relevancia metafórica en donde se marca que el kalaripayatu es la danza de una golondrina que pica desde lo alto del cielo, el tigre que lacera la piel y rasga los músculos, rompiendo huesos, y la serpiente que ondula, hipnotiza, muerde, envenena y mata. 
Los antiguos Maestros de la India, que vivían en total armonía con la naturaleza, estudiaron y observaron los movimientos de numerosos animales y aprendieron de todas las criaturas vivientes sus posiciones de ataque y de defensa. De esto nació el Kalarippayatt. Este arte nació de la naturaleza y del más remoto pasado de la India, se implanta en la vida cotidiana y en la vida religiosa hasta ser parte integrante de la sociedad medieval del Kerala. Formaba parte de la educación de los jóvenes y del entrenamiento de los guerreros y no había ningún pueblo sin Kalari (Dojo hindú donde se practica el Kalaripayattu).[cita requerida]
Los movimientos del Kalaripayattu  evocan los de un león  cuando se ponen en guardia, atacan y cazan, lo que incluye no solo la lucha, sino otras aptitudes como la observación, la paciencia, la serenidad ... 
El Kalarippayatt según sabios eruditos y fuentes históricas reveladoras indican que el Kalaripayattu es el arte marcial madre[cita requerida], de donde provinieron todas las técnicas refinadas y especializadas, enseñadas por las demás Artes Marciales. Un dato de importancia histórica indica que el maestro Bodhidharma, fundador del Budismo en China originario de la India, transportó consigo el Kalaripayattu a China, Japón y Corea del Sur para difundirlo en los monjes budistas chinos, de ahí surgió el tan aflamado estilo bélico de los monjes shaolin y la flexibilidad y la agilidad de los practicantes[cita requerida]. También es considerado históricamente dentro del Sikhismo como arte marcial madre de la Gatka (arte marcial sikh)[cita requerida]. Lo que sigue es aún más espectacular: bajo la alta dirección del Maestro. Los alumnos chorreando de sudor van a entrenarse con las diversas y numerosas armas del Kalaripayattu. Entre los puñales, los sables y los bastones se encuentra el extraño urumi, un tipo de espada-látigo hecha de tres cintas de tres centímetros de ancho y dos metros de largo. Practican también las técnicas de ataque de los puntos vitales, golpear, agarrar o picar para neutralizar al adversario. Según la tradición hindú, estos puntos guardados en secreto por los Maestros, son los puntos de unión de los vasos sanguíneos, de los ligamentos y de los circuitos nerviosos.
El Kalaripayattu se ha extendido en Europa debido a los esfuerzos de Anil Machado y en América por Shiva Rea. Ellos son los maestros más importantes de Europa y América.
El Kalaripayattu  incluye cuatro niveles (lo que implica casi una década de entrenamientos ya que es necesario tener una total coordinación de movimientos tanto propios como con los del compañero para evitar lesiones) y en cada uno de ellos se utilizan armas diferentes para la lucha:
- Nivel Meytaari: es el nivel principiante, donde se realizan ejercicios de forma individual para dotar al cuerpo de elasticidad y flexibilidad, además de generar músculos.
- Niveles Kolltaari y Anghataari, segundo y tercero respectivamente: incluyen entrenamientos en parejas y se usan como armas barras de madera de corta de diversa longitud, además de espadas y escudos.
- Nivel Verumkay: es el último nivel y es el que propiamente incluye la lucha en sí, cuerpo a cuerpo y sin armas.